# Cydistomyia cooksoni
Cydistomyia cooksoni är en tvåvingeart som beskrevs av Usher 1965. Cydistomyia cooksoni ingår i släktet Cydistomyia och familjen bromsar.
Artens utbredningsområde är Zimbabwe. Inga underarter finns listade i Catalogue of Life.